# 赤須文男
赤須 文男（あかす ふみお、1905年12月19日 - 1991年5月22日）は、日本の医学者。専門は内分泌学。

## 来歴
長野県駒ヶ根市出身。旧制松本中学（長野県松本深志高等学校）、旧制松本高等学校理科を経て、昭和4年（1929年）東京帝国大学医学部卒業。同9年（1934年）医学博士。同10年（1935年）帝国女子医学専門学校（現東邦大学）教授、同33年（1968年）金沢大学医学部教授。同35年（1970年）金沢大学附属病院長、同46年（1971年）退官。私立金沢医科大学客員教授、国保松戸市立病院事業管理者を務めた。
また昭和35年（1970年）日本内分泌学会会長、同43年（1968年）日本産婦人科学会会長、同46年（1971年）日本輸血学会会長などを歴任した。

## 著書
- 「若き女医の手記」 昭和書房 1941.年
- 「婦人の予防医学」 昭和刊行会 1943年
- 「健康とホルモンの科学−性ホルモンを中心として」 創元社 1961年
- 「蛋白同化ステロイドの臨床」 協同医書出版社 1962年
- 「外来の産科婦人科」 南山堂 1963年
- 「基礎内分泌学」 中山書店 1971年
- 「薬物療法」 中山書店 1972年
- 「ホルモン療法 その理論と実際」 メジカルビュー社 1975年